# Hemeroblemma numeria
Hemeroblemma numeria är en fjärilsart som beskrevs av Dru Drury 1770. Hemeroblemma numeria ingår i släktet Hemeroblemma och familjen nattflyn. Inga underarter finns listade i Catalogue of Life.